# Deep Carbon Observatory
Pour les articles homonymes, voir DCO.
Le Deep Carbon Observatory (DCO,  Observatoire du carbone profond) est un projet international et pluridisciplinaire d'étude du carbone dans la croûte et le manteau terrestres. DCO constitue une communauté de chercheurs, comportant des biologistes, des physiciens, des chimistes et des spécialistes des sciences de la Terre, développant un nouveau champ d'étude, la science du carbone profond. L'infrastructure du DCO ajoute à cela des supports de publication en ligne et sur papier, des engagements dans les politiques publiques et dans l'éducation, des méthodes innovantes de traitement des données et le développement de nouveaux instruments d'observation. Le DCO a obtenu de nombreux résultats nouveaux, mettant en particulier en évidence l'existence d'une vie abondante jusqu'à une profondeur de 5 km dans la croûte terrestre.

## Historique
En 2007, Robert Hazen, un membre permanent du laboratoire de géophysique de la Carnegie Institution, donna une conférence sur les origines de la vie au Century Club (en) de New York, suggérant que des réactions géophysiques auraient pu jouer un rôle critique dans le développement de la vie sur Terre. Jesse H. Ausubel (en), enseignant à l'université Rockefeller et directrice de recherche à l'Alfred P. Sloan Foundation, assistait à cette conférence et se procura le livre de Hazen, Genesis: The Scientific Quest for Life’s Origins (Genèse : la quête scientifique des origines de la vie). Une collaboration de deux années entre Hazen et ses collègues et Ausubel s'ensuivit, les amenant à fonder officiellement le Deep Carbon Observatory (DCO) en août 2009, avec un secrétariat basé au laboratoire de géophysique de Hazen à Washington.
Hazen et Ausubel, avec l'apport de plus de cent invités à l'atelier sur le cycle du carbone qu'ils organisèrent en 2008, étendirent leurs idées initiales concernant l'origine de la vie à un projet global destiné à la compréhension du rôle et des transformations du carbone terrestre.

## Cycle du carbone profond
Les recherches du Deep Carbon Observatory sont centrées sur l'étude du cycle global du carbone sous la surface terrestre. Elles explorent la synthèse organique dans des conditions extrêmes de température et de pression, ainsi que les interactions complexes entre molécules organiques et minéraux, conduisent des observations de terrain des écosystèmes microbiens profonds et d'anomalies de la géochimie du pétrole, et construisent des modèles théoriques des sources et des puits de carbone dans la croûte inférieure et dans le manteau supérieur.

## Programmes de recherche
Le Deep Carbon Observatory est construit autour de quatre communautés scientifiques : Réservoirs et Flux, Vie profonde, Énergie profonde, et Physique et Chimie extrêmes.

### Puits et flux de carbone
La communauté Reservoirs and Fluxes étudie le stockage et le transport du carbone dans les profondeurs de la Terre. La subduction des plaques tectoniques et l'émission de gaz volcaniques sont les deux principaux transporteurs du dioxyde de carbone entre l'atmosphère et l'intérieur de la Terre, mais les mécanismes et l'intensité de ces flux, ainsi que leurs variations au cours des temps géologiques, restent très mal compris. Les recherches du DCO sur les météorites chondritiques indiquent que la Terre est relativement pauvre en éléments très volatils, c'est pourquoi la recherche continue pour déterminer si de vastes réservoirs de carbone pourraient être cachés dans le manteau et le noyau, et pour quantifier les flux de carbone dégazé depuis l'intérieur de la Terre vers sa surface et son atmosphère (il s'agit du Deep Earth Carbon Degassing Project).

### Vie en profondeur
La communauté Deep Life étudie l'étendue et les limites de la vie dans les profondeurs, explorant sa diversité évolutionnaire et fonctionnelle et ses interactions avec le cycle du carbone. En comparant in situ et in vitro le comportement des molécules biochimiques et des cellules, elle explore les limites imposées par l'environnement à la survie, au métabolisme et à la reproduction des formes de vie en profondeur. Ces données affinent les expérimentations et les modèles de l'impact de ces formes de vie sur le cycle du carbone, ainsi que l'étude des relations entre la biosphère des profondeurs et le monde de la surface. Les membres de la communauté participent également au Census of Deep Life (recensement de la vie en profondeur), qui recense la diversité et la distribution de l'écosystème des environnements des profondeurs continentales et océaniques, et qui explore les mécanismes d'évolution et de dispersion de ces organismes.
En décembre 2018, un consortium de chercheurs de cette communauté a annoncé les résultats d'une étude ayant duré dix ans : une quantité considérable de formes de vie est présente dans la croûte terrestre, surtout de 0 à 2,5 km sous le plancher océanique mais aussi jusqu'à une profondeur d'au moins 4,8 km. Elles comprennent 70 % des bactéries et des archées de toute la Terre et cumulent 23 milliards de tonnes de carbone,,.

### Énergie en profondeur
La communauté Deep Energy cherche à quantifier les conditions et les processus contrôlant les déplacements en profondeur des composés carbonés durant les temps géologiques. Elle utilise des enquêtes de terrain dans plus d'une vingtaine d'environnements terrestres et marins pour déterminer les mécanismes contrôlant l'origine et les mouvements des gaz abiotiques et des micro-organismes de la croûte terrestre et du manteau supérieur. Deep Energy utilise également des instruments développés par le DCO, en particulier des méthodes révolutionnaires de mesure des isotopologues, pour distinguer par exemple le méthane abiotique de celui qui est produit par des microorganismes.

### Physique et chimie des environnements extrêmes
Conséquence d'une suite d'ateliers de travail, le DCO a créé la communauté Extreme Physics and Chemistry, destinée à étudier la physique et la chimie du carbone dans des conditions extrêmes, comme celles trouvées au centre de la Terre et des autres planètes. Ces recherches explorent la thermodynamique des formations carbonées, la cinétique chimique des réactions du carbone (abiotique ou biologique) sous forte pression, ou encore les interactions entre solides et liquides dans ces conditions extrêmes.

### Intégration des études
En approchant la fin du projet prévue pour 2020, le DCO intègre les découvertes faites par les différentes communautés en un modèle global du rôle du carbone (et d'autres éléments), destiné aux scientifiques mais aussi au grand public.

## Les résultats les plus importants
Les résultats les plus importants obtenus par le DCO jusqu'en 2018 sont :
- des diamants formés à de grandes profondeurs dans le manteau (plus de 670 km) portent la signature géochimique de matériaux organiques provenant de la surface, mettant en lumière le rôle de la subduction dans le cycle du carbone[11] ;
- il y aurait des quantités significatives de cémentite dans le noyau, qui pourrait contenir les deux-tiers du carbone terrestre total[12] ;
- de nouvelles techniques de spectrométrie de masse ont permis la détermination précise de la composition isotopique du méthane, amenant à identifier les sources abiogènes de celui-ci dans la croûte et le manteau[13] ;
- l'évolution de la géosphère et celle de la biosphère sont liées. En particulier, la diversité et l'écologie des minéraux carbonés reflètent des évènements majeurs de l'histoire de la surface, comme la Grande Oxydation[14] ;
- les limites connues à la vie microbienne (en termes de température et de pression) ont été repoussées. En particulier, des eucaryotes prospèrent à des profondeurs de 2,5 km sous le plancher océanique[15],[16],[17] ;
- le flux volcanique de CO2 vers l'atmosphère est deux fois plus important qu'il n'était estimé précédemment (mais il reste inférieur de deux ordres de grandeurs au flux anthropogénique)[18] ;
- des poches de solutions salines ont été découvertes dans la croûte continentale, isolées depuis plus de 2,6 milliards d'années, riches en H2, CH4 et 4He. Elles témoignent de l'existence d'environnements primitifs de la croûte, susceptibles d'avoir hébergé la vie[19].

## Carbon In Earth
Carbon in Earth, le 75e volume de Reviews in Mineralogy and Geochemistry, a été publié en accès libre le 11 mars 2013. Chaque chapitre de cette étude synthétise les connaissances obtenues sur le carbone profond, et précise les questions encore ouvertes qui devraient guider les futures recherches. Le DCO encourage les publications libres, et espère devenir de ce point de vue un leader des sciences de la Terre, finançant en particulier l'accès aux publications.

## Gestion des données du Deep Carbon Observatory
Les avancées récentes dans les techniques de collecte et de traitement de données (Big data) ont amené le DCO à créer un projet spécifique, le Data Science Team, afin de fournir aux autres projets les outils informatiques et managériaux leur permettant d'exploiter les volumes de données recueillis.

## Scientifiques
La liste suivante regroupe les scientifiques du DCO possédant un article dédié sur l'une des versions linguistiques de Wikipédia :
- Peter Clift (en), université d'État de Louisiane
- Frederick Colwell (en), université d'État de l'Oregon
- Isabelle Daniel, université Claude-Bernard-Lyon-I
- Steven D'Hondt (en), université du Rhode Island
- Marie Edmonds (en), université de Cambridge
- Peter Fox (en), Institut polytechnique Rensselaer
- Mark S. Ghiorso (en), OFM Research (compagnie indépendante qu'il a fondée)
- Robert Hazen, Carnegie Institution
- Russell J. Hemley, université George-Washington
- Kai-Uwe Hinrichs (en), université de Brême
- Julie Huber (en), laboratoire de biologie marine et université Brown
- Fumio Inagaki (en), Japan Agency for Marine-Earth Science and Technology
- Louise H. Kellogg (en), université de Californie à Davis
- Mark A. Lever (en), École polytechnique fédérale de Zurich
- Jie Jackie Lie (en), université du Michigan
- Tullis Onstott (en), université de Princeton
- Barbara Sherwood Lollar, université de Toronto
- Craig E. Manning (en), université de Californie à Los Angeles
- Beth Orcutt (en), Bigelow Laboratory for Ocean Sciences (en)
- Terry Plank, collège Columbia de New York
- Mitchell Sogin (en), laboratoire de biologie marine
- Dimitri Sverjensky (en), université Johns-Hopkins
- Roland Winter (en), université technique de Dortmund
- Fengping Wang (en), université Jiao-tong de Shanghai